# ТЕС Вльора
ТЕС Вльора — теплова електростанція в Албанії. Перша в країні споруджена з використанням технології комбінованого парогазового циклу.
Майданчик для станції обрали за 6 км на північ від міста Вльора. В 2009 році тут завершили спорудження енергоблоку, обладнаного турбінами компанії Ansaldo: газовою V64.3A потужністю 67 МВт та паровою потужністю 30 МВт. Особливістю станції є можливість її постійної роботи на нафті, з переходом на використання природного газу в разі появи в країні імпортного газопроводу (наприклад, завершення Трансадріатичного газопроводу).
При проведенні тестових випробувань виявились серйозні недоліки у системі охолодження, які завадили ввести станцію у повноцінну експлуатацію. Станом на 2016 рік ТЕС так і не розпочала роботу, одночасно тривала судова суперечка між Албанією і підрядником — італійською компанією Mare Engineering Technimont. Весь цей час албанський бюджет продовжує виплати по кредитах, наданих міжнародними фінансовими організаціями на спорудження ТЕС під гарантії уряду.
Видача продукції відбуватиметься по ЛЕП, що працює під напругою 220 кВ.